# Behar Maliqi
Behar Maliqi (ur. 22 września 1986 w Prisztinie) – kosowski piłkarz, w 2008 roku reprezentant Kosowa, były kapitan klubu FC Prishtina.